# 大谷令文
大谷 令文（おおたに れいぶん、1960年3月27日- 2022年9月19日）は、日本人のロック・ギタリストである。
その名前の英文綴りから「RAVEN」と表記されることもある。

## 人物・来歴
大阪府生まれ。小学6年のとき、教師だった両親のすすめでクラシック・ギター教室に通い始める。レッド・ツェッペリンの「移民の歌」を聴き、ロックに目覚める。ヤン・アッカーマン、ウリ・ジョン・ロートの熱烈な信望者であり、特にロートからの影響は強く、奏法が広まる前からスコーピオンズのレコードを聴きあさり、ロートのギター奏法の特徴であるスウィープ・ピッキングを習得。さらにアラン・ホールズワースの演奏を目の当たりにし、ホールズワースの技巧を後に取りいれる。
ちなみにLOUDNESSの二井原実とは小学校の同級生にあたる。
1980年に山下昌良、高橋和久らとゼファーを結成するが、山下がLOUDNESSに誘われてすぐ脱退してしまい、結局短期間の活動に終わってしまう。
1981年、MARINOに加入しバンドの看板ギタリストとして注目を集める。
MARINO時代にライヴ盤を含む4枚のアルバム、1984年にソロアルバムをリリース。その後は岡村靖幸などのツアー、レコーディングに参加した。1990年に山羊智詞＆赤羽楽団に参加。2003年にはMARINOを再結成させ、2006年には22年ぶりのソロアルバムを発表した。また、NHKの番組「むしまるQ」の一曲、人見元基が歌う「ぞうがめ」でもギターを担当している。
2022年9月19日に死去したことが難波弘之のFacebookアカウントにて明らかになった。

## 使用機材
最初に買ったギターはグレコ製ストラトキャスターのコピーモデル。
活動の初期から改造ストラトを使用しているが、当時フェンダーの個体はUSA製、フェンダー･ジャパン製共に使用しなかった。
グレコ製や、ムーン製と思われる黒ボディー、白ピックガード仕様の改造ストラトには、リア・ピックアップとフロント・ピックアップをハムバッキングに換装し、出力を大きくする改造が施されていた。トレモロ・ユニットはノーマルのシンクロナイズド・トレモロ・ユニットで（これはフロイド・ローズ全盛時においても変わらなかった）アーム･バーが通常よりやや長く太めの物を装着していた。他にはピックガードがない2ハムバッキング・ピックアップ仕様のソニック製コンポーネント・モデルを愛用、さらにアラン・ホールズワースのアドヴァイスをもとにストラト・ボディで1ハムバッキング・ピックアップ仕様のコンポーネント・モデルをオーダー、実際使用していた事もあった。
更に、デビュー前後の一時期フロイドローズを装着する改造が施されたダーク・サンバーストフィニッシュのレスポール･カスタムをステージで使用していた。
かつてはギター工房との共同開発で#11（ナンバーイレブン）というピックアップを開発し使用していた時期もある。
アンプはマーシャルのプレキシ（レプリカ）を使用しており、電圧を上げる改造が施されている。
使用するエフェクトはオーヴァードライヴ、ローランドのスペースエコー等。
特にオーヴァードライヴは使用するギターに合わせて違うモデルを使い分けている。
晩年はギブソン・レスポール・カスタムと70年代製のフェンダー・ストラトキャスターを主に愛用していたが、ESPやFUJIGEN製のギターも使用していた。

## ディスコグラフィ
MARINO
- 1983年『TARGET』
- 1983年『MARINO2』
- 1984年『MARINO3』
- 1985年『HARD AND ROUGH』
- 2003年『HYBRID!』

ソロ
- 1984年『RAVEN EYES』
- 2006年『RAVEN EYES II』

## その他

### グレイト-セッション-ヤル気
人見元基、小川銀次、大谷令文、湯川トーベン、ファンキー末吉の5人からなるセッションバンド。
1986年7月9日 　神戸チキンジョージ
1986年7月10日　大阪バーボンハウス
1986年7月11日　京都BIG
1986年7月12日　名古屋ELL
1986年7月13日　豊橋かごやホール
1986年8月11日　渋谷LIVE　INN
1990年7月31日　池袋ヤマハ（人見元基・大谷令文・湯川トーベン・工藤義弘）
2012年8月7日 　高円寺SHOW　BOAT（人見元基・小川銀次・湯川トーベン・岡井大二）